# مطار لينتس
مطار لينتس (بالألمانية: Flughafen Linz) (إياتا: LNZ، إيكاو: LOWL) ويسمي أيضا باسم مطار هرشينغ هو مطار عام يقع في مدينة لينتس ثالث كبرى المدن النمساوية. تسمي بعض شركات الطيران مطار لينتس باسم مطار الدانوب الإزرق أيضا في إشارة لنهر الدانوب الذي يمر من وسط لينتس.

## الشركات والوجهات

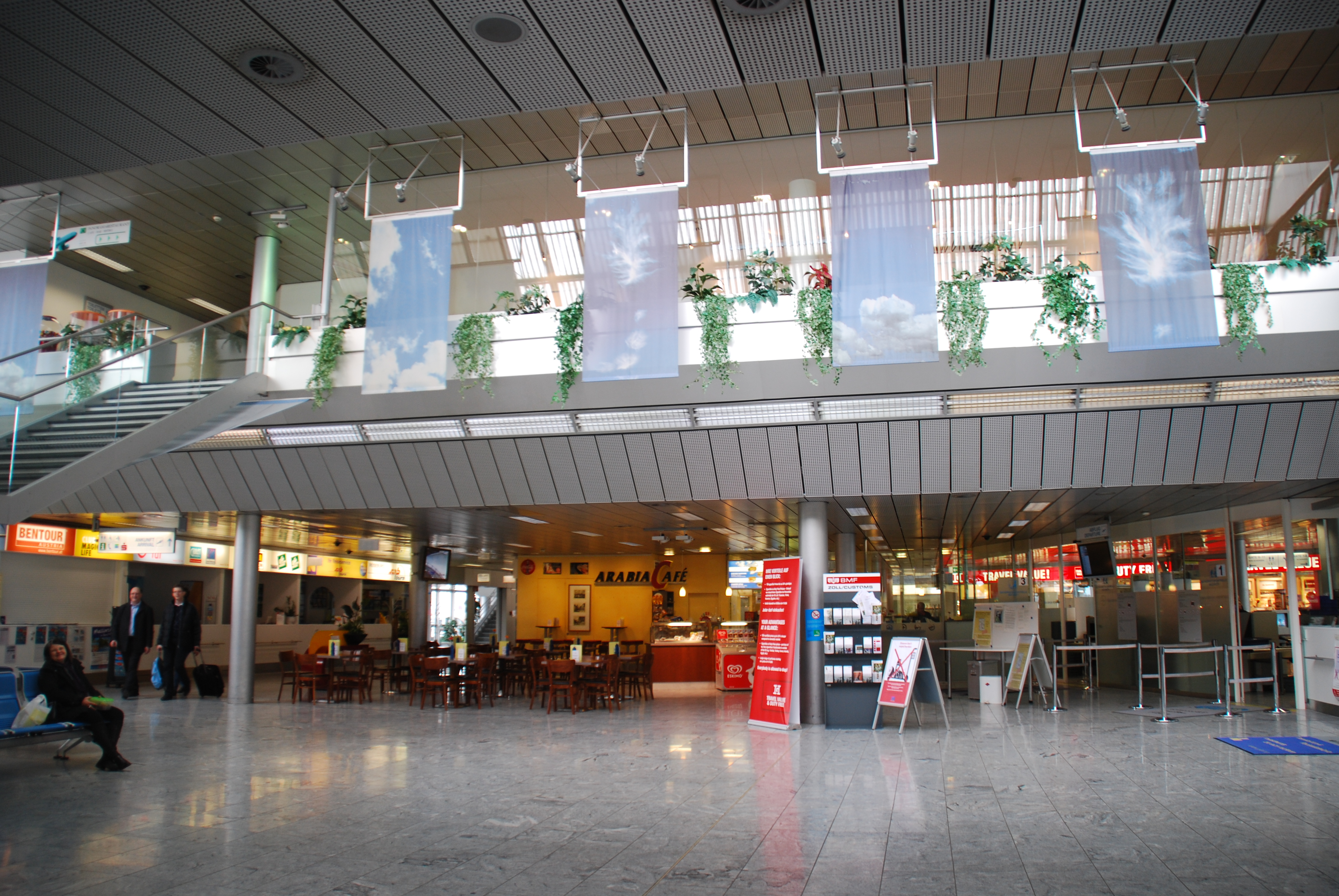
المبنى الرئيسي

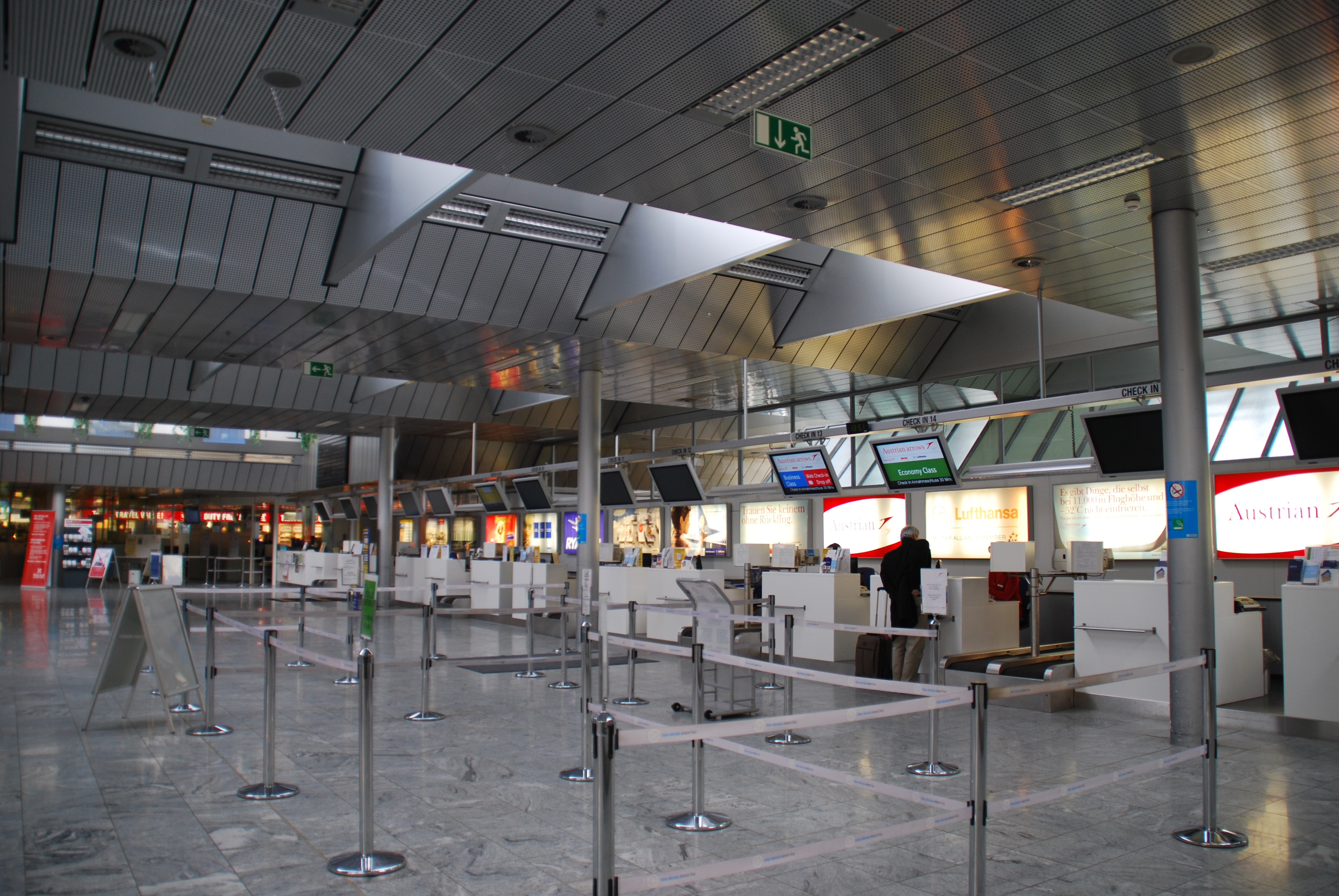
صالة تسجيل الوصول

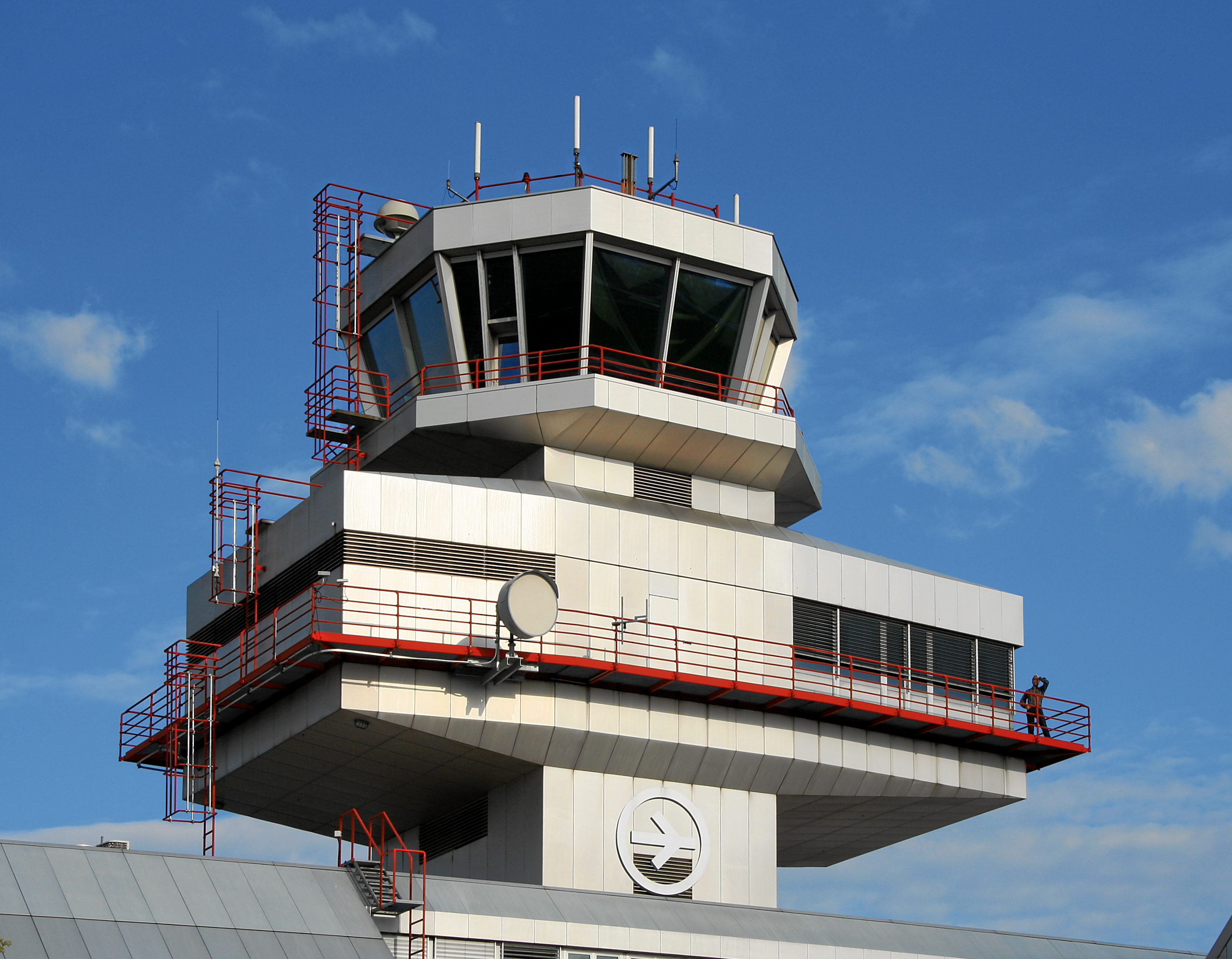
برج المراقبة

الشركات التالية توفر رحلات منتظمة أو موسمية من وإلى مطار:
| شركـات طيـران           | الوجهات                                                                   |
| ----------------------- | ------------------------------------------------------------------------- |
| Air Dolomiti            | مطار فرانكفورت                                                            |
| Avanti Air              | موسمي عارض: Kefalonia                                                     |
| Corendon Airlines       | موسمي: مطار أنطاليا، مطار كاندية الدولي ‏، مطار الغردقة الدولي             |
| الخطوط الجوية الكرواتية | موسمي عارض: Brač                                                          |
| European Air Charter ‏   | موسمي عارض: Burgas، مطار كاندية الدولي ‏، مطار الغردقة الدولي، Kos، Rhodes |
| يورو وينجز              | موسمي: مطار ميورقة                                                        |
| فلاي إيجيبت             | موسمي عارض: مطار الغردقة الدولي                                           |
| Mavi Gök Airlines       | موسمي عارض: مطار أنطاليا                                                  |

### الشحن
| شركـات طيـران         | الوجهات                                  |
| --------------------- | ---------------------------------------- |
| Amazon Air            | مطار مدريد باراخاس الدولي                |
| دي إتش إل للطيران     | مطار لايبزيغ هاله، مطار ليوبليانا الدولي |
| الخطوط الجوية التركية | مطار إسطنبول الدولي                      |

## الإحصاءات
من حيث عدد الركاب يصنف مطار لينتس كالمطار الخامس من ستة مطارات ركاب في النمسا بناءا على الإحصاءات الرسمية النمساوية.
| العام | الركاب  | استخدام الطائرات | الشحن الجوي | مجموع الشحن |
| ----- | ------- | ---------------- | ----------- | ----------- |
| 2005  | 726,529 | 13,955           | 0.384       | 31,829      |
| 2006  | 762,094 | 12,705           | 0.404       | 33,862      |
| 2007  | 773,114 | 14,282           | 1,505       | 34,661      |
| 2008  | 803,163 | 15,674           | 5,181       | 36,540      |
| 2009  | 682,945 | 13,881           | 5,709       | 33,325      |
| 2010  | 692,039 | 13,688           | 6,558 w/o   | 44,809      |
| 2011  | 679,220 | 10,669           | 8,341 w/o   | 47,341      |
| 2012  | 623,385 | 10,894           | 8,283 w/o   | 42,974      |
| 2013  | 549,961 | 10,227           | 9,531 w/o   | 42,987      |
| 2014  | 561,295 | 10,433           | 10,994 w/o  | 44,414      |
| 2015  | 529,785 | 8,365            | 10,329 w/o  | 45,985      |
| 2016  | 435,468 | 10,433           | 10,994 w/o  | 44,881      |
| 2017  | 402.007 | 6.890            | 10.255 w/o  | 53.976      |
| 2018  | 465.798 | 6.932            | 8.298 w/o   | 52.414      |

## حوادث الطيران
- حادث تحطم طائرة سيسنا سيتايشن إكس 2012.

## وصلات خارجية
- الموقع الرسمي
- حالة الطقس في مطار لينتس.
- تاريخ الحوادث لـ (LNZ) على شبكة سلامة الطيران.